# Wolfgang Uhlmann
Wolfgang Uhlmann (* 29. März 1935 in Dresden; † 24. August 2020 ebenda) war ein deutscher Schachgroßmeister und Schachtheoretiker. Uhlmann war der erfolgreichste Spieler der DDR.

## Leben und Erfolge

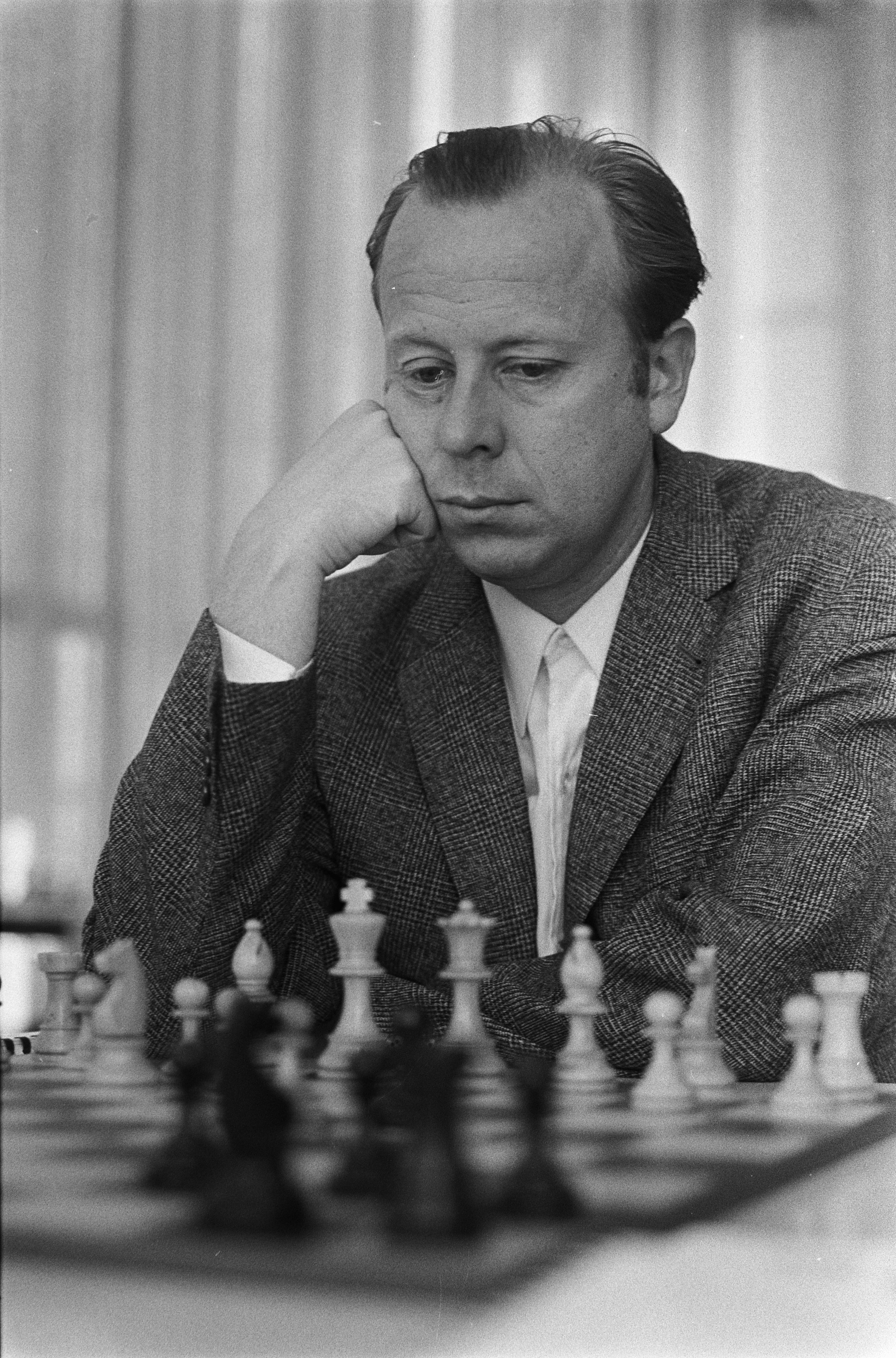
Wolfgang Uhlmann, 1970

Wolfgang Uhlmann, dessen großes Talent als Schachspieler sich schon früh durch seinen Sieg bei der gesamtdeutschen Jugendmeisterschaft 1951 zeigte, erlernte zunächst von 1949 bis 1952 den Beruf eines Buchdruckers und machte danach eine Ausbildung zum Industriekaufmann. Später wurde er staatlich gefördert und konnte sich ausschließlich dem Schachsport widmen.
Uhlmann, der elf DDR-Meisterschaften gewann (1954, 1955, 1958, 1964, 1968, 1975, 1976, 1981, 1983, 1985 und 1986), bekam 1956 den Internationalen Meistertitel und 1959 den Großmeistertitel der FIDE verliehen.
Seit 1954, dem Jahr seiner ersten Teilnahme an einem Zonenturnier (in Mariánské Lázně, 13. Platz), griff er in den Kampf um die Weltmeisterschaft ein. Beim Zonenturnier in Wageningen 1957 wurde er Fünfter. Im Jahr 1960 sollte er am Zonenturnier in Berg en Dal teilnehmen, jedoch wurde ihm die Einreise in die Niederlande verweigert. Daraufhin boykottierten die Teilnehmer aus den anderen Staaten des Warschauer Paktes das Turnier, das 1961 in Mariánské Lázně wiederholt wurde. Dort schaffte Uhlmann mit dem 3. Platz den Einzug ins Interzonenturnier von Stockholm (1962), bei dem er den 9. und 10. Platz teilte. Durch einen Sieg beim Zonenturnier in Raach 1969 gelang ihm erneut der Sprung ins Interzonenturnier. Diesmal (Palma de Mallorca, 1970) belegte er den geteilten 5.–6. Platz, der gleichbedeutend mit der Qualifikation zu den Kandidatenwettkämpfen war. Der 1971 gegen den Dänen Bent Larsen gespielte Viertelfinalwettkampf in Las Palmas ging für Uhlmann mit 3,5:5,5 verloren. Trotz zweier weiterer Interzonenturnierteilnahmen (1973 in Leningrad und 1976 in Manila) blieb dies sein einziger Kandidatenwettkampf.

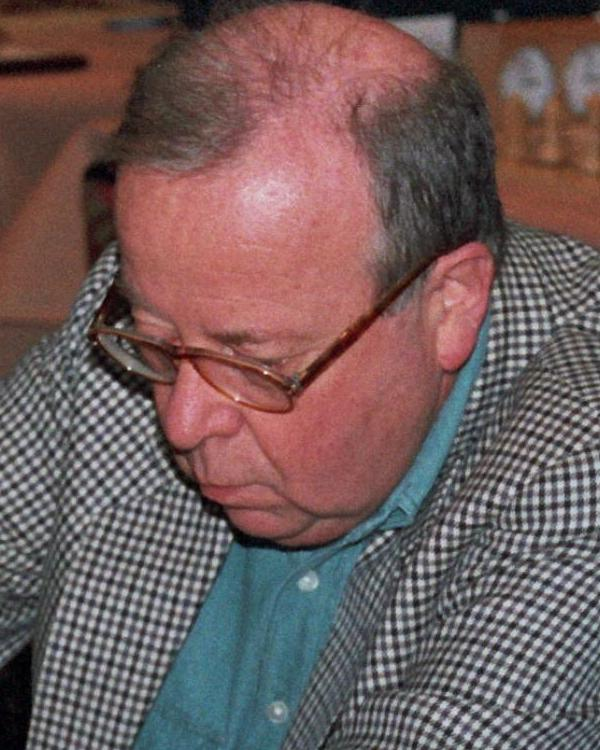
Wolfgang Uhlmann bei der Schachweltmeisterschaft der Senioren 1996 in Bad Liebenzell

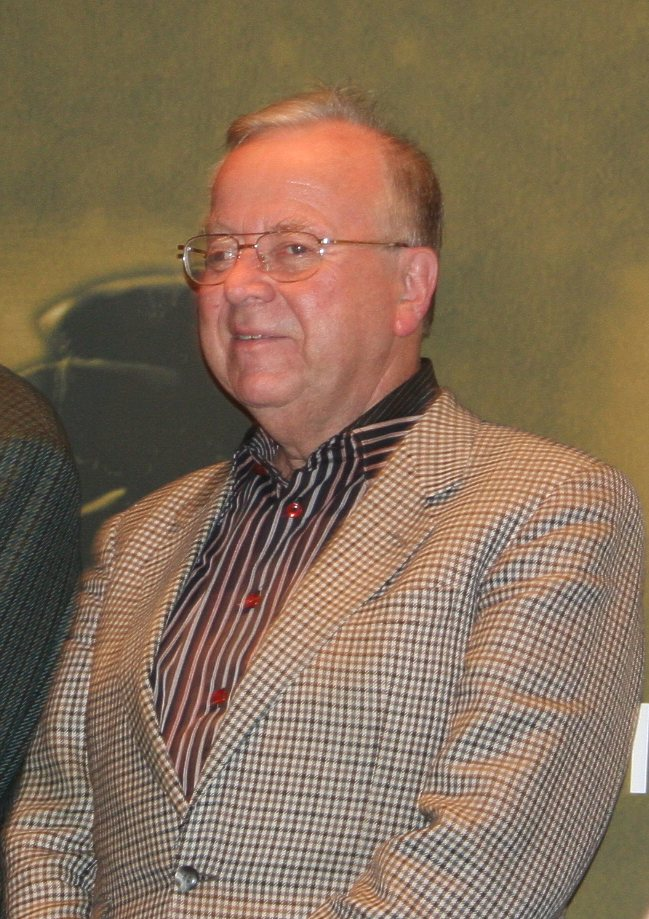
Wolfgang Uhlmann, 2005

In den 1960er Jahren hatte Uhlmann seine sportlich erfolgreichste Phase. Im Jahr 1964 gewann er gemeinsam mit Lew Polugajewski in Sarajevo und mit Wassili Smyslow in Havanna. Mit Borislav Ivkov siegte er 1965 vor dem Weltmeister Tigran Petrosjan in Zagreb. Zur Jahreswende 1965/1966 gewann er mit Boris Spasski das traditionelle Turnier von Hastings. Zusammen mit David Bronstein siegte er 1968 beim Lasker-Memorial in Berlin.
Als Senior spielte er ebenfalls noch sehr gut Schach. Er nahm an mehreren Weltmeisterschaften der Senioren teil. Bei der Schachweltmeisterschaft der Senioren 1998 in Grieskirchen wurde Uhlmann Zweiter, punktgleich mit dem Sieger Wladimir Bagirow. Im Jahr 1996 in Bad Liebenzell belegte er den vierten Platz, als Alexei Suetin Weltmeister der Senioren wurde. Bei den deutschen Seniorenmeisterschaften belegte er 2001 und 2006 jeweils den ersten Platz.
Vor Einführung der Elo-Zahlen betrug Uhlmanns beste historische Elo-Zahl 2696 im Dezember 1970.
Wolfgang Uhlmann war Mitglied der Schachabteilung des USV TU Dresden. Er starb an den Folgen eines Sturzes.

## Nationalmannschaft
Uhlmann nahm mit der Mannschaft der DDR an den Schacholympiaden 1956, 1958, 1960, 1962, 1964, 1966, 1968, 1970, 1972, 1988 und 1990 teil (von 1974 bis 1986 durfte die DDR-Mannschaft aufgrund einer Weisung des Deutschen Turn- und Sportbundes (DTSB) nicht an Schacholympiaden teilnehmen). Er erreichte 1964 das beste und 1966 das drittbeste Einzelergebnis am Spitzenbrett. Bei der Mannschaftseuropameisterschaft 1970 erreichte Uhlmann mit der DDR-Mannschaft den dritten Platz und erzielte das beste Ergebnis am ersten Brett vor Tigran Petrosjan. Ebenfalls 1970 wurde er im Wettkampf UdSSR gegen den Rest der Welt am siebenten Brett der Weltauswahl aufgestellt und unterlag Mark Taimanow mit 1,5:2,5.

## Vereine
In der Zeit der DDR unter anderem für die SG Dresden-Mickten und ab 1955 für den SC Einheit Dresden spielend, mit dem er 1957, 1958 und 1962 die Mannschaftsmeisterschaft gewann, wechselte Uhlmann nach der Wiedervereinigung zur SG Porz, mit der er von 1990 bis 1992 in der 1. Bundesliga spielte und auch am European Club Cup 1992 teilnahm. Im Jahr 1992 wechselte er zum Post SV Dresden, für dessen Vorgänger BSG Post Dresden er bereits in den 1970er und 1980er Jahren aktiv war, und 1994 zum Dresdner SC, mit dem er bis 2000 in der 1. Bundesliga spielte. Danach spielte er mit den Dresdnern überwiegend in der 2. Bundesliga, allerdings (inzwischen unter dem Vereinsnamen USV TU Dresden) in den Saisons 2008/09, 2011/12 und 2014/15 auch in der 1. Bundesliga. Bei seinem letzten Bundesligaeinsatz am 9. April 2016 war Uhlmann 81 Jahre und 11 Tage alt und ist damit der älteste Spieler, der jemals in der 1. Bundesliga zum Einsatz kam. In der österreichischen Staatsliga A spielte Uhlmann von 1990 bis 1993, von 1994 bis 1996 und von 2000 bis 2002 für den SK VÖEST Linz.

## Partiebeispiel
|   | a | b | c | d | e | f | g | h |   |
| 8 |   |   |   |   |   |   |   |   | 8 |
| 7 |   |   |   |   |   |   |   |   | 7 |
| 6 |   |   |   |   |   |   |   |   | 6 |
| 5 |   |   |   |   |   |   |   |   | 5 |
| 4 |   |   |   |   |   |   |   |   | 4 |
| 3 |   |   |   |   |   |   |   |   | 3 |
| 2 |   |   |   |   |   |   |   |   | 2 |
| 1 |   |   |   |   |   |   |   |   | 1 |
|   | a | b | c | d | e | f | g | h |   |

In der folgenden Partie gewann Uhlmann im Turnier von Buenos Aires 1960 mit den schwarzen Steinen gegen den späteren Schachweltmeister Bobby Fischer.
Fischer–Uhlmann 0:1
Buenos Aires, 2. Juli 1960
Französische Verteidigung (Winawer-Variante), C19
1. e4 e6 2. d4 d5 3. Sc3 Lb4 4. e5 Se7 5. a3 Lxc3+ 6. bxc3 c5 7. a4 Sbc6 8. Sf3 Ld7 9. Dd2 Da5 10. Ld3 c4 11. Le2 f6 12. La3 Sg6 13. 0–0 0–0–0 14. Ld6 Sce7 15. Sh4 Tde8 16. Sxg6 hxg6 17. exf6 gxf6 18. h3 Sf5 19. Lh2 g5 20. f4 Sd6 21. Lf3 g4 22. hxg4 f5 23. g5 Te7 24. Lg3 Le8 25. De3 Se4 26. Lxe4 dxe4 27. Kf2 Teh7 28. Tfb1 Dd5 29. Dc1 Th1 30. Dxh1 e3+ 31. Kg1 Txh1+ 32. Kxh1 e2 33. Tb5 Lxb5 34. axb5 Dxb5 35. Te1 a5 36. Txe2 a4 37. Txe6 a3 38. g6 Dd7 39. Te5 b6 40. Lh4 a2 41. Te1 Dg7 42. Ta1 Dxg6 0:1

## Autor
Wolfgang Uhlmann war auch ein bedeutender Schachautor. Er war einer der weltbesten Experten der Französischen Verteidigung und publizierte seit den 1980er Jahren. Daneben schrieb er für zahlreiche Schachzeitschriften.

## Publikationen
- Mit Gerhard Schmidt: Offene Linien. Sportverlag, Berlin 1981.
- Mit Gerhard Schmidt: Bauernschwächen. Sportverlag, Berlin 1984.
- Mit Lothar Vogt: Gute Läufer – schlechte Läufer. Sportverlag, Berlin 1988, ISBN 3-328-00237-5.
- Meine besten Partien. ChessCoach, St. Ingbert 2015, ISBN 978-3-944158-07-5.
- Französische Verteidigung – richtig gespielt. 4. Auflage. Joachim Beyer Verlag, Eltmann 2018, ISBN 978-3-95920-059-2.
Englische Übersetzung: French Defense – Properly Played. 2018, ISBN 978-3-95920-972-4.
Erste deutschsprachige Ausgabe 1991 unter dem Titel Ein Leben lang Französisch. ISBN 3-89168-018-X.

## Künstlerische Darstellung Uhlmanns
- Fritz Skade: Wolfgang Uhlmann, Internationaler Großmeister des Schachs (Tafelbild, Öl; um 1962)[9]